# Europa Północna

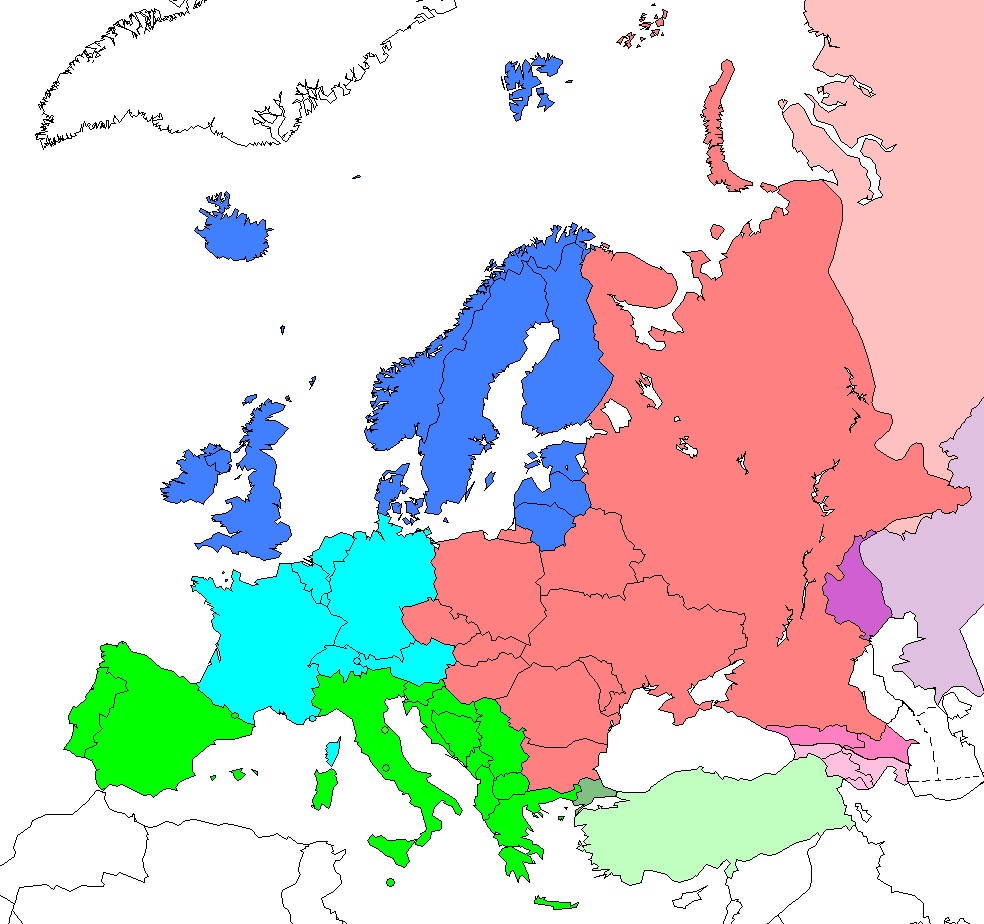
Wielkie regiony Europy w klasyfikacji ONZ. Obszar Europy Północnej został oznaczony kolorem niebieskim

Europa Północna – północna część Europy.
W jej skład wchodzą:
- kraje nordyckie
  - kraje skandynawskie
    -  Dania
    -  Norwegia
    -  Szwecja

  -  Finlandia
  -  Islandia
- kraje bałtyckie
  -  Estonia
  -  Litwa
  -  Łotwa
- oraz
  -  Irlandia
  -  Wielka Brytania

## Największe miasta Europy Północnej
| Nr. | Miasto     | Liczba ludności | Gęstość zaludnienia (os./km) | Państwo         |
| --- | ---------- | --------------- | ---------------------------- | --------------- |
| 1.  | Londyn     | 8 961 989       | 5666                         | Wielka Brytania |
| 2.  | Sztokholm  | 1 584 196       | 3806                         | Szwecja         |
| 3.  | Birmingham | 1 137 100       | 4007                         | Wielka Brytania |
| 4.  | Kopenhaga  | 794 128         | 4400                         | Dania           |
| 5.  | Leeds      | 784 800         | 1442                         | Wielka Brytania |
| 6.  | Oslo       | 707 531         | 1626                         | Norwegia        |
| 7.  | Helsinki   | 656 229         | 917                          | Finlandia       |
| 8.  | Ryga       | 605 002         | 2000                         | Łotwa           |
| 9.  | Glasgow    | 593 060         | 3395                         | Wielka Brytania |
| 10. | Göteborg   | 592 042         | 2532                         | Szwecja         |
| 11. | Sheffield  | 582 506         | 4543                         | Wielka Brytania |
| 12. | Dublin     | 554 554         | 4811                         | Irlandia        |
| 13. | Manchester | 545 501         | 4717                         | Wielka Brytania |
| 14. | Wilno      | 545 280         | 1392                         | Litwa           |
| 15. | Edynburg   | 506 520         | 4730                         | Wielka Brytania |

## Języki
Kraje Europy Północnej posługują się głównie językami germańskimi (Dania, Islandia, Norwegia, Szwecja, Wielka Brytania). Na Litwie i Łotwie używane są języki bałtyckie. W Estonii i Finlandii używane są języki ugrofińskie, a w Irlandii celtyckie i częściowo germańskie.

## Religia
W tej części Europy dominuje protestantyzm, w Islandii, Szwecji, Norwegii, Wielkiej Brytanii, Finlandii, Estonii i na Łotwie jest to religia dominująca. Katolickimi krajami są Litwa i Irlandia, gdzie ok. 90% społeczeństwa jest wyznania rzymskokatolickiego. Ponadto w Estonii i w Szwecji dominuje również bezwyznaniowość, w Estonii jest to ok. 70% społeczeństwa, w Szwecji natomiast 46-85% (w zależności od badań).